# Wsewolod Sergejewitsch Jablonski
Wsewolod Sergejewitsch Jablonski (russisch Всеволод Сергеевич Яблонский; * 25. Oktoberjul. / 7. November 1901greg. in Orenburg; † 2. Mai 1963 in Ufa) war ein sowjetischer Hydromechaniker und Hochschullehrer.

## Leben
Jablonskis Vater Sergei Nikolajewitsch Jablonski war Oberst der Kaiserlich Russischen Armee und fiel 1915 im Ersten Weltkrieg. Jablonskis Onkel Andrei Nikolajewitsch Jablonski war Generalmajor, wurde Anfang 1917 schwer verwundet und starb 1918.
Nach der Oktoberrevolution war Jablonski 1918–1919 Registrator der Landabteilung des Sowjets des Gouvernements Nischni Nowgorod. Nach dem Abschluss an der Nischni Nowgoroder Realschule 1919 trat er als Freiwilliger in die Rote Armee ein. Im Russischen Bürgerkrieg und danach bis 1924 arbeitete er in der Verwaltung und Versorgung an der Ostfront, in Samara, Twer und Moskau. 1922–1928 war er Fernstudent der Physikalisch-Mathematischen Fakultät der Universität Moskau (MGU) in der Fachrichtung Aerohydromechanik.
1924 wurde Jablonski Leiter des Büchermagazins des Verlags Rabotnik Prosweschtschenija (Arbeiter der Aufklärung) in Moskau. 1927 begann er als Diplomstudent im Staatlichen Erdöl-Forschungsinstitut (GINI) des Obersten Rats für Volkswirtschaft (WSNCh) zu arbeiten. Dort hatte Leonid Samuilowitsch Leibenson 1925 das erste sowjetische Laboratorium für Erdöltransport und -speicherung aufgebaut. Jablonski wurde Wissenschaftlicher Mitarbeiter und dann Leiter des Laboratoriums. Er baute eine Versuchsrohrleitungsanlage, mit der er den Strömungswiderstand von Erdöl und Erdölprodukten in Rohrleitungen mit unterschiedlichen großen Durchmessern (8. 10, 12 und 14 Zoll) untersuchte. Zum Abschluss seines Studiums an der MGU verteidigte er 1928 mit Erfolg seine bei Leibenson angefertigte Diplomarbeit über die Wärmeübertragung bei der laminaren Strömung einer erwärmten viskosen Flüssigkeit.
1930 wechselte Jablonski auf Empfehlung Leibensons als Assistent in das Moskauer Gubkin-Erdölinstitut (MNI). Dort wurde Jablonski Dozent und Leiter des Lehrstuhls für Transport und Speicherung von Erdöl und Erdgas. 1936 verteidigte er mit Erfolg seine Dissertation über Untersuchungen zur Wärmeabgabe bei dem Transport und der Speicherung von Erdöl für die Promotion zum Kandidaten der technischen Wissenschaften. Als Erster erkannte er die Notwendigkeit von Rohrleitungen bzw. Pipelines für den Transport von Erdölprodukten. Er entwickelte auf wissenschaftlicher Grundlage entsprechende Vorschläge mit wirtschaftlicher Begründung, die er dann realisierte.
Nach Beginn des Deutsch-Sowjetischen Kriegs wurde das MNI nach Tschernikowsk (jetzt Rajon Ufas) evakuiert. Jablonski war 1941–1942 Chefingenieur der Erdöl-Basis Wychino des Volkskommissariats für Erdölindustrie östlich Moskaus. Ab 1942 leitete er wieder den Lehrstuhl für Transport und Speicherung von Erdöl und Erdgas des MNI. 1945 verteidigte er mit Erfolg seine Doktor-Dissertation über die Vermischung beim Abpumpen von verschiedenen Erdölen oder Erdölprodukten durch dieselbe Rohrleitung für die Promotion zum Doktor der technischen Wissenschaften 1946, worauf er zum Professor ernannt wurde.
1957 wurde Jablonski Professor des neuen Lehrstuhls für Transport und Speicherung von Erdöl und Erdgas des Ufaer Erdöl-Instituts (seit 1993 Universität (UGNTU)), den er ab 1958 leitete. Dank seiner Initiative wurde hier das Zweiglaboratorium für Rohleitungstransport der Moskauer Hauptverwaltung für Transport und Speicherung von Erdöl und Erdölprodukten Glawneftesnab der RSFSR gegründet, das bis 1990 bestand. Zu Jablonskis Schülern gehörten Grigori Makarowitsch Grigorjan, Wadim Iwanowitsch Tschernikin, Wsewolod Alexandrowitsch Jufin und Konstantin Iossifowitsch Kowalenko.
Jablonski war verheiratet mit der Mathematik-Lehrerin Anna Alexandrowna Jablonskaja und hatte zwei Söhne, den Mathematiker Sergei Wsewolodowitsch Jablonski und den Hubschrauberkonstrukteur Jewgeni Wsewolodowitsch Jablonski.

## Ehrungen
- Medaille „Für die Verteidigung Moskaus“ (1945)[2]
- Ehrenzeichen der Sowjetunion (1945)[3]
- Medaille „Für heldenmütige Arbeit im Großen Vaterländischen Krieg 1941–1945“ (1946)[2]
- Medaille „Für heldenmütige Arbeit“ (1961)[2]
- Verdienter Wissenschaftler und Techniker der RSFSR (1962)[3]